# 月 (東栄町)
月（つき）は、愛知県北設楽郡東栄町の大字。

## 地理
東栄町西部に位置する。東は中設楽、西は設楽町、北は振草に接する。

### 河川
- 御殿川[3]

### 字一覧
- 現行字についての五十音順で配列している。読みはYahoo地図による[4]。明治15年当時の字は『愛知県地名収攬』836-837頁（月村）による。

| 現行字                       | 明治15年当時                 |
| ---------------------------- | ---------------------------- |
| 赤羽根（あかばね）           | 赤羽根（あかはね）           |
| 石山（いしやま）             | 石山（いしやま）             |
| 井軒貝津（いのきがいつ）     | 井軒貝津（いのきがいつ）     |
| 岩下（いわした）             | 岩下（いはした）             |
| 上貝津（うえがいつ）         | 上貝津（かみかいつ）         |
| 上野原（うえのはら）         | 上野原（うえのはら）         |
| 宇損沢（うそんざわ）         | 宇損沢（うそんさわ）         |
| 上手（うわて）               | 上午（うわて）               |
| 大久保（おおくぼ）           | 大久保（ををくぼ）           |
| 大栗（おおぐり）             | 大栗（おほぐり）             |
| 大坂（おおさか）             | 大坂（ををさか）             |
| 大野（おおの）               | 大野（おほの）               |
| 大松戸（おおまつど）         | 大松戸（ををまつと）         |
| 大向（おおむつき）           | 大向キ（ををむき）           |
| 奥中沢（おくなかざわ）       | 奥中沢（をくなかさわ）       |
| 奥山道（おくやまみち）       | 奥山道（をくやまみち）       |
| 御川内（おごうち）           | 御川内（をんがふち）         |
| ヲモ田（おもた）             | ヲモタ                       |
| 尾篭沢（おろうざわ）         | 尾籠沢（をろをさわ）         |
| 巖久保（がくぼ）             | 巌久保（かんくぼ）           |
| 鍛治屋平（かじやたいら）     | 鍛治屋平（かじやたいら）     |
| 釜上（かまうえ）             | 釜上（かまのうゑ）           |
| 神送場（かみおくりば）       | 神送場（かみをくりば）       |
| 神谷久保（かみやくぼ）       | 神谷久保（かみやくぼ）       |
| 北大沢（きたおおざわ）       | 北大沢（きたををさわ）       |
| 北坂甫（きたさかんぼ）       | 北坂甫（きたさかんぼ）       |
| 木戸口（きどぐち）           | 木戸口（きどぐち）           |
| 桐久保（きりくぼ）           | 桐久保（きりくぼ）           |
| 草木（くさぎ）               | 草木（くさぎ）               |
| 倉渕（くらぶち）             | 倉渕（くらぶち）             |
| 黒倉（くろくら）             | 黒倉（くろくら）             |
| 小貝津（こがいつ）           | 小貝津（こがいつ）           |
| 御殿（ごてん）               | 御殿（ごてん）               |
| 小向（こむつき）             | 小向キ（こむき）             |
| 沢谷ケ（さわやけ）           | 沢谷ケ（さわやけ）           |
| 柴荒（しばあら）             | 柴荒（しばあら）             |
| 清水（しみず）               | 清水（きよみつ）             |
| 下沢谷ケ（しもさわやけ）     | 下沢谷ケ（しもさわやけ）     |
| 下平（しもたいら）           | 下平（しもたひら）           |
| 下原（しもはら）             | 下原（しもはら）             |
| 下平野（しもひらの）         | 下平野（しもひらの）         |
| 蛇久保（じゃくぼ）           | 蛇久保（しやくぼ）           |
| スズガタ（すずがた）         | 煤渓（すすかたに）           |
| 瀬戸久保（せどくぼ）         | 瀬戸久保（せとのくぼ）       |
| 相津（そうづ）               | 相津（そうつ）               |
| 高根（たかね）               | 高根（たかね）               |
| 滝貝津（たきがいつ）         | 瀧貝津（たきがいつ）         |
| 棚沢（たなさわ）             | 棚沢（たなさわ）             |
| タン沢（たんざわ）           | 端沢（たんさわ）             |
| 寺甫（てらんぼ）             | 寺甫（てらんぼ）             |
| 峠下（とうげした）           | 峠（とうげ）                 |
| 時気（とつき）               | 時氣（とき）                 |
| 飛渡り（とびわたり）         | 飛渡リ（とひわたり）         |
| 中貝津（なかがいつ）         | 中貝津（なかがいつ）         |
| 中沢（なかざわ）             | 中沢（なかさわ）             |
| 中場辻（なかばつじ）         | 中場辻（なかばつぢ）         |
| 中平野（なかひらの）         | 中平野（なかひらの）         |
| 長楽（ながら）               | 長楽（ながら）               |
| 梨久保（なしくぼ）           | 梨久保（なしくぼ）           |
| 西大平野（にしおおひらの）   | 西大平野（にしおほひらの）   |
| 西坂甫（にしさかんぼ）       | 西坂甫（にしさかんぼ）       |
| 西端沢（にしたんざわ）       | 西端沢（にしたんさわ）       |
| 西寺甫（にしてらんぼ）       | 西寺甫（にしてらんぼ）       |
| 西半場（にしはんば）         | 西半場（にしはんば）         |
| 西平ノ（にしひらの）         | 西平野（にしひらの）         |
| 菟後（ぬたご）               | 菟後（ぬたご）               |
| 軒山（のきやま）             | 軒キ山（のきやま）           |
| 野向（のむき）               | 野向（のむき）               |
| 兀岩（はげいわ）             | 兀岩（はけいわ）             |
| 畑ケ（はたけ）               | 畑ケ（はたけ）               |
| 八幡（はちまん）             | 八幡（はちまん）             |
| 花田（はなた）               | 花田（はなだ）               |
| 浜井バ（はまいば）           | 浜井場（はまいば）           |
| 半田（はんだ）               | 半田（はんだ）               |
| 東大平野（ひがしおおひらの） | 東大平野（ひかしおほひらの） |
| 東坂甫（ひがしさかんぼ）     | 東坂甫（ひかしさかんぼ）     |
| 東半場（ひがしはんば）       | 東半場（ひがしはんば）       |
| 引田（ひきだ）               | 引田（ひきだ）               |
| 一和（ひとわ）               | 一和（しとわ）               |
| 枇杷沢（びわさわ）           | 枇杷沢（びわさわ）           |
| 布川田（ふかわだ）           | 布川田（ふかわだ）           |
| 甫木（ほっき）               | 甫木（ほき）                 |
| 正広平（まさひろだいら）     | 正廣（まさひろ）             |
| 松立（まつだち）             | 松立（まつたて）             |
| 南大沢（みなみおおさわ）     | 南大沢（みなみををさわ）     |
| 峯山（みねやま）             | 峯山（みねやま）             |
| 宮ノ上（みやのうえ）         | 宮上手（みやのうはて）       |
| 名地（みょうじ）             | 名地（めうじ）               |
| 向平（むかいだいら）         | 向平（むかいたいら）         |
| 向山（むかいやま）           | 向山（むかふやま）           |
| 屋田（やだ）                 | 屋田（やた）                 |
| 八ツ久保（やつくぼ）         | 八ツ久保（やつくぼ）         |
| 山手（やまて）               | 山手（やまて）               |
| 山本（やまもと）             | 山本（やまもと）             |
| 横山（よこやま）             | 横山（よこやま）             |

## 歴史

### 沿革
- 縄文時代後期～弥生時代後期 - 当地において、この時期の遺跡が多く所在している[5]。
- 江戸時代 - 三河国設楽郡内幕府領の月村として所在[5]。
- 明治2年 - 幕府領から重原藩領に転ずる[5]。
- 1878年（明治11年） - 北設楽郡成立により、同郡月村となる[5]。
- 1889年（明治22年） - 合併に伴い、御殿村大字月となる[5]。
- 1955年（昭和30年） - 合併に伴い、東栄町大字月となる[5]。

## 学区
市立小・中学校に通う場合、学区は以下の通りとなる。また、公立高等学校に通う場合の学区は以下の通りとなる。
| 番・番地等 | 小学校             | 中学校             | 高等学校 |
| ---------- | ------------------ | ------------------ | -------- |
| 全域       | 東栄町立東栄小学校 | 東栄町立東栄中学校 | 三河学区 |

## 交通
- 国道473号（旧愛知県道7号佐久間設楽線[3]）

## 施設
- 槻神社[3]北緯35度4分50.5秒 東経137度39分43.8秒 / 北緯35.080694度 東経137.662167度
- 曹洞宗清平寺[3]北緯35度4分40.2秒 東経137度39分56.2秒 / 北緯35.077833度 東経137.665611度
- 東栄町立月小学校[3]（廃校）

## 史蹟
- 引田遺跡（縄文時代後期～同晩期の代表的遺跡）[5]
- しかうち行事（愛知県無形民俗文化財）[3]

## ギャラリー
- 槻神社（2016年5月）
- 月停留所（2016年5月）
- 旧東栄町立月小学校（2016年5月）
- 月浄化センター（2016年5月）

## その他

### 日本郵便
- 郵便番号 : 449-0212[1]（集配局：東栄郵便局[8]）。